# 敷島駅
敷島駅（しきしまえき）は、群馬県渋川市赤城町敷島にある、東日本旅客鉄道（JR東日本）上越線の駅である。

## 歴史
- 1924年（大正13年）3月31日：開業[1]。駅名は旧村名の「敷島村（しきしまむら）」に由来する[注 1]。
- 1962年（昭和37年）12月15日：貨物の取り扱いを廃止[2]。
- 1971年（昭和46年）10月1日：荷物の扱いを廃止[1]。
- 1985年（昭和60年）3月14日：駅員無配置駅となる[3]。
- 1987年（昭和62年）4月1日：国鉄分割民営化により、JR東日本の駅となる[1]。
- 1990年（平成2年）4月1日：再び有人化。[要出典]
- 1993年（平成5年）12月1日：夜間窓口休業となる。[要出典]
- 2003年（平成15年）3月4日：2代目駅舎が竣工し、営業を開始[4]。
- 2004年（平成16年）5月1日：再度無人化。[要出典]
- 2009年（平成21年）3月14日：東京近郊区間の拡大により、ICカード「Suica」の利用が可能となる[5]。

## 駅構造
単式ホーム1面1線と島式ホーム1面2線、計2面3線のホームを有する地上駅である。このうち中線は保線用に上下線を連絡するポイントが設置されているのみで、ホームは柵が設置されており、営業使用されることはない。ホームは嵩上げされておらず、列車の床面との間に段差が生ずる。両ホームは跨線橋で連絡している。
かつては群馬総社駅・八木原駅・岩本駅（旧駅舎）とよく似た木造駅舎があったが、駅前を通る群馬県道255号下久屋渋川線の改良工事に合わせて新築されている。建て替えられてほどなく無人になったこともあり、窓口と駅事務室そのものは残っている。
また、その駅舎には木製のベンチが存在する。その背もたれにはヒメギフチョウの彫刻が彫られている。これは当駅の近くにヒメギフチョウの生息地があるからである。しかし、専門家が彫刻を見る限りでは実際のヒメギフチョウとは大きく異なっているとされている。
渋川駅管理の無人駅である。簡易Suica改札機と乗車駅証明書発行機が設置されている。

### のりば
| 番線 | 路線    | 方向 | 行先             |
| ---- | ------- | ---- | ---------------- |
| 1    | ■上越線 | 上り | 新前橋・高崎方面 |
| 2    | ■上越線 | 下り | 水上・長岡方面   |

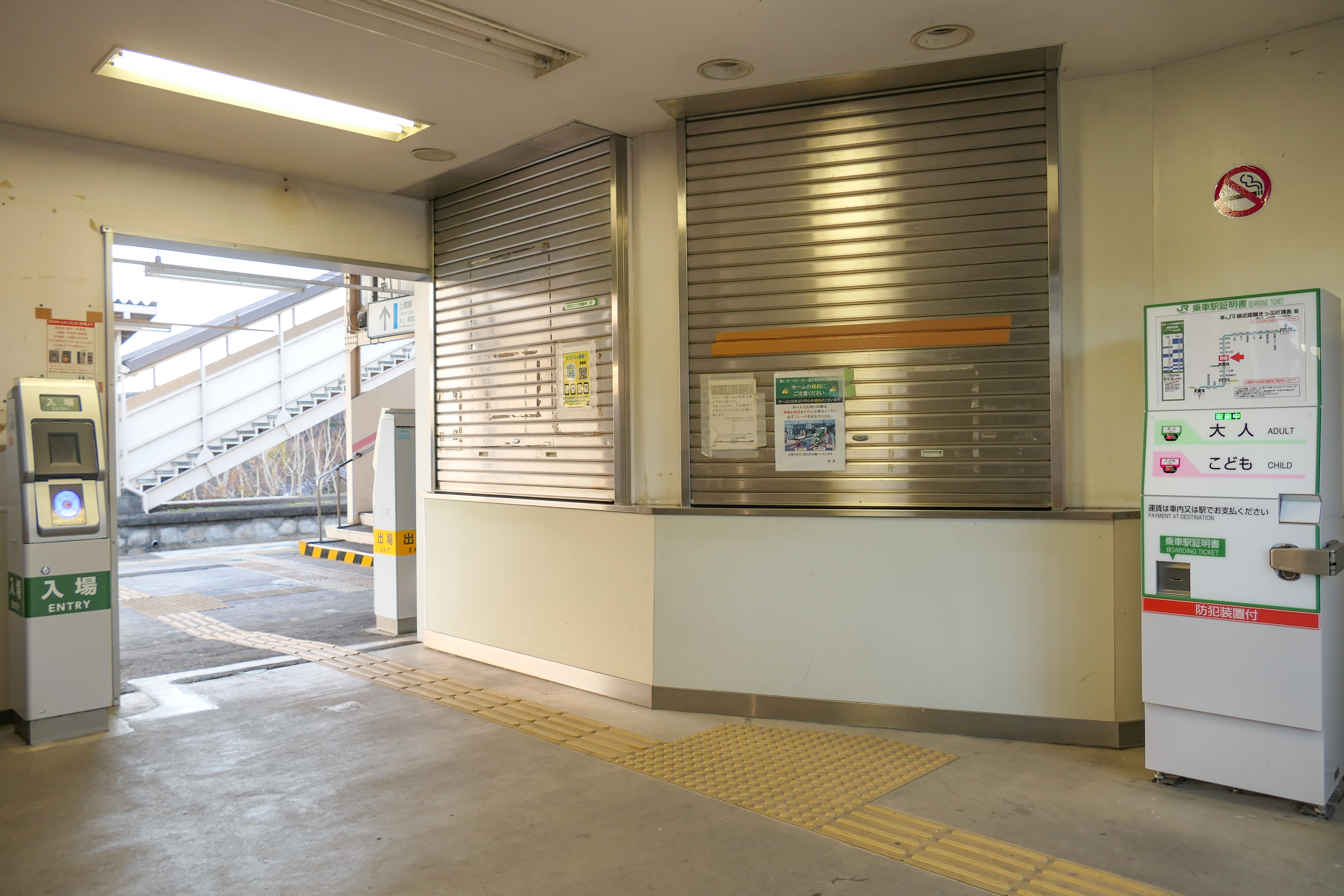
改札口と切符券売機（2022年12月）
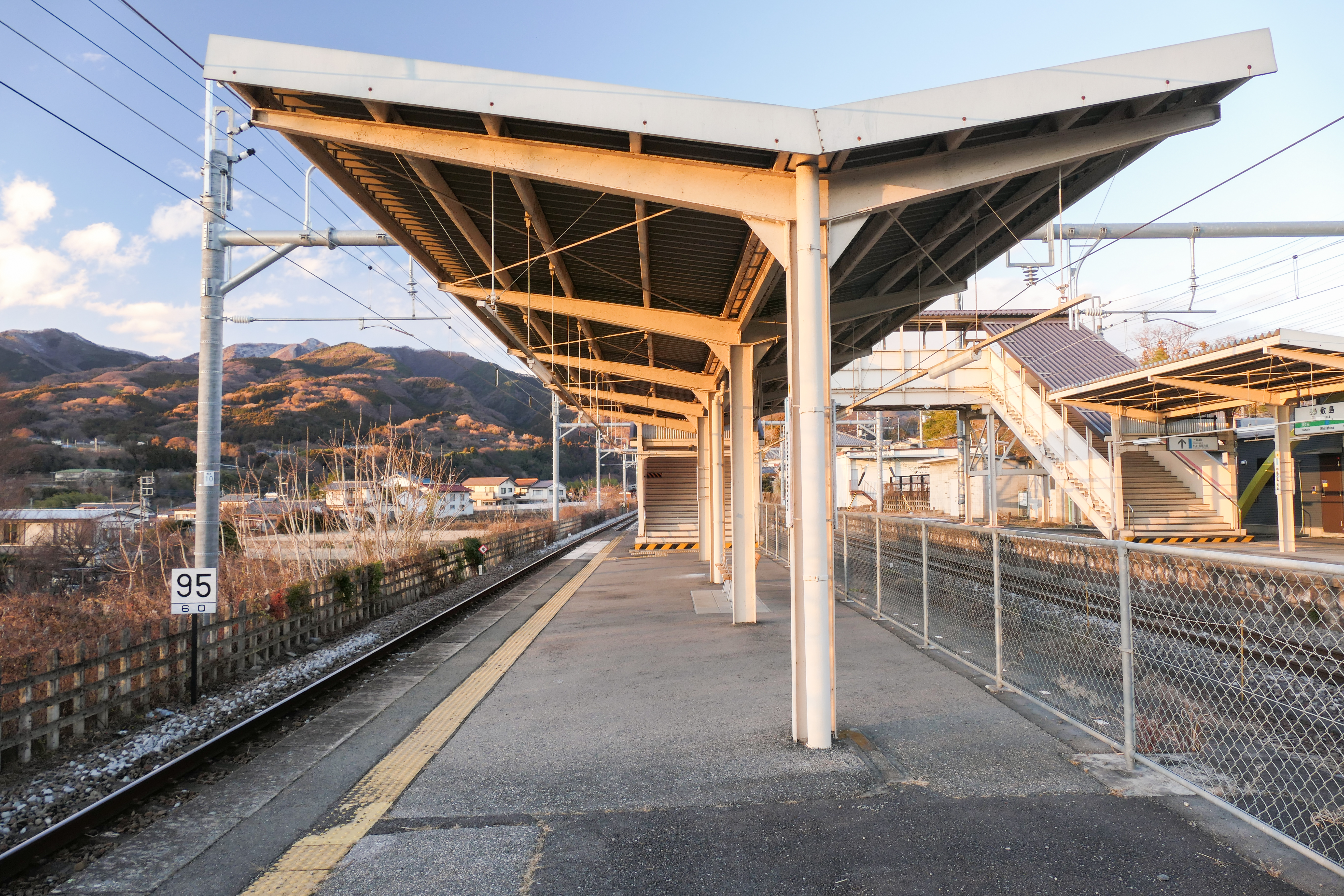
ホーム（2022年12月）

## 利用状況
「群馬県統計年鑑」によると、2000年度（平成12年度）- 2013年度（平成25年度）の1日平均乗車人員の推移は以下のとおりであった。
| 乗車人員推移       | 乗車人員推移     | 乗車人員推移 |
| 年度               | 1日平均 乗車人員 | 出典         |
| ------------------ | ---------------- | ------------ |
| 2000年（平成12年） | 415              | [ 県 1 ]     |
| 2001年（平成13年） | 406              | [ 県 2 ]     |
| 2002年（平成14年） | 379              | [ 県 3 ]     |
| 2003年（平成15年） | 364              | [ 県 4 ]     |
| 2004年（平成16年） | 369              | [ 県 5 ]     |
| 2005年（平成17年） | 333              | [ 県 6 ]     |
| 2006年（平成18年） | 327              | [ 県 7 ]     |
| 2007年（平成19年） | 338              | [ 県 8 ]     |
| 2008年（平成20年） | 359              | [ 県 9 ]     |
| 2009年（平成21年） | 357              | [ 県 10 ]    |
| 2010年（平成22年） | 348              | [ 県 11 ]    |
| 2011年（平成23年） | 364              | [ 県 12 ]    |
| 2012年（平成24年） | 371              | [ 県 13 ]    |
| 2013年（平成25年） | 393              | [ 県 14 ]    |

## 駅周辺
駅前広場には広くて清潔な公衆トイレもある。
ザスパクサツ群馬の本拠地になっている群馬県立敷島公園は敷島の名前を冠しているものの、前橋市にあり、上越線では群馬総社駅が最寄りとなる。
- 子持山（登山口）
- 敷島温泉
- 荒井商店（赤城田舎まんじゅう製造・販売）
- 上州屋食堂
- 群馬銀行渋川支店赤城敷島出張所
- 渋川市役所赤城総合支所（旧・赤城村役場）
- 赤城郵便局
- 赤城第2農産物直売所
- 渋川タウンバス「敷島駅前」停留所

## 隣の駅
東日本旅客鉄道（JR東日本）
■上越線
渋川駅 - 敷島駅 - 津久田駅

### 記事本文